# 3. ŽNL Osječko-baranjska NS Našice 2011./12.
Prvenstvo se igralo dvokružno. Ligu su osvojili NK Poganovci, te se time plasirali u 2. ŽNL Osječko-baranjsku NS Našice.

## Tablica
| Mj. | Klub                     | Sus. | Pobj. | Ner. | Por. | GR.   | Bod.       |
| --- | ------------------------ | ---- | ----- | ---- | ---- | ----- | ---------- |
| 1.  | NK Poganovci             | 14   | 13    | 1    | 0    | 48:6  | 40         |
| 2.  | NK Brezik Brezik Našički | 14   | 9     | 2    | 3    | 36:16 | 29         |
| 3.  | NK Slavonac Pribiševci   | 14   | 5     | 2    | 7    | 27:25 | 17         |
| 4.  | NK Dinamo Budimci        | 14   | 5     | 2    | 7    | 23:33 | 15 (-2) ↓1 |
| 5.  | NK Vuka Razbojište       | 14   | 5     | 1    | 8    | 25:41 | 14 (-2) ↓2 |
| 6.  | NK Lug Bokšić Lug        | 14   | 3     | 3    | 8    | 18:35 | 12         |
| 7.  | NK Seona                 | 14   | 4     | 2    | 8    | 18:34 | 12 (-2) ↓3 |
| 8.  | NK Polet Bokšić          | 14   | 4     | 3    | 7    | 26:31 | 8 (-7) ↓4  |

## Rezultati
| NK Brezik Brezik Našički - NK Vuka Razbojište 3:1 NK Polet Bokšić - NK Seona 4:1 NK Slavonac Pribiševci - NK Lug Bokšić Lug 5:1 NK Dinamo Budimci - NK Poganovci 1:1 | NK Vuka Razbojište - NK Poganovci 2:4 NK Lug Bokšić Lug - NK Dinamo Budimci 3:0 NK Seona - NK Slavonac Pribiševci 0:2 NK Brezik Brezik Našički - NK Polet Bokšić 4:1 | NK Polet Bokšić - NK Vuka Razbojište 6:0 NK Slavonac Pribiševci - NK Brezik Brezik Našički 1:1 NK Dinamo Budimci - NK Seona 1:2 NK Poganovci - NK Lug Bokšić Lug 6:0 |
| NK Vuka Razbojište - NK Lug Bokšić Lug 2:1 NK Seona - NK Poganovci 0:3 NK Brezik Brezik Našički - NK Dinamo Budimci 3:0 NK Polet Bokšić - NK Slavonac Pribiševci 2:1 | NK Slavonac Pribiševci - NK Vuka Razbojište 3:0 NK Dinamo Budimci - NK Polet Bokšić 3:2 NK Poganovci - NK Brezik Brezik Našički 3:1 NK Lug Bokšić Lug - NK Seona 3:0 | NK Vuka Razbojište - NK Seona 1:0 NK Brezik Brezik Našički - NK Lug Bokšić Lug 7:0 NK Polet Bokšić - NK Poganovci 1:2 NK Slavonac Pribiševci - NK Dinamo Budimci 0:1 |
| NK Dinamo Budimci - NK Vuka Razbojište 5:0 NK Poganovci - NK Slavonac Pribiševci 2:0 NK Lug Bokšić Lug - NK Polet Bokšić 1:1 NK Seona - NK Brezik Brezik Našički 0:0 | NK Vuka Razbojište - NK Brezik Brezik Našički 1:2 NK Seona - NK Polet Bokšić 3:0 NK Lug Bokšić Lug - NK Slavonac Pribiševci 0:3 NK Poganovci - NK Dinamo Budimci 1:1 | 9. kolo |
| 10. kolo | 11. kolo | 12. kolo |
| 13. kolo | 14. kolo | 15. kolo |
| 16. kolo | | |